# Christian Bernhard von Watzdorf

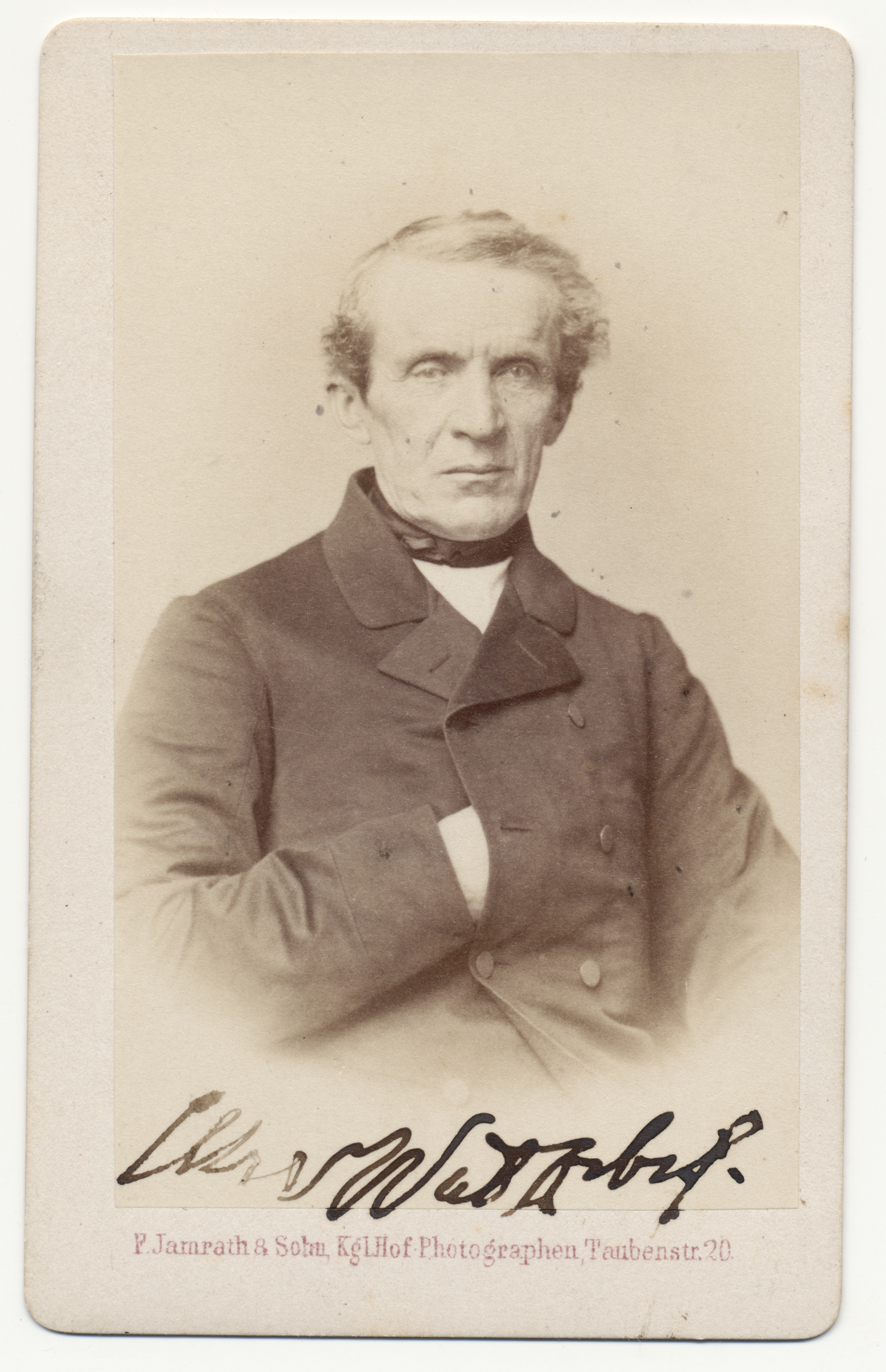
Christian Bernhard von Watzdorf

Christian Bernhard von Watzdorf (* 12. Dezember 1804 auf Schloss Berga; † 15. September 1870 in Weimar) war ein deutscher Richter und von 1843 bis 1870 Staatsminister im Großherzogtum Sachsen-Weimar-Eisenach. Ab 1867 saß er im Reichstag (Norddeutscher Bund).

## Leben
Watzdorf war evangelischer Konfession und besuchte das Friedrichgymnasium (Altenburg). Er studierte von 1824 bis 1828 Rechtswissenschaft an der Universität Leipzig. 1823 wurde er Mitglied des Corps Saxonia Leipzig. Nach der Promotion zum Dr. jur. wurde er 1828 Auditor und 1830 Oberhofgerichtsrat beim Oberhofgericht Leipzig. 1835 wurde er an das Appellationsgericht Zwickau berufen. Er war Mitherausgeber der Jahrbücher für sächsisches Recht. Im August 1840 wurde er an das Oberappellationsgericht Dresden berufen, trat aber schon wenige Monate später als Ministerialrat in das Gesamtministerium des Königreichs Sachsen ein. 1843 trat von Watzdorf als Wirkl. Geh. Rat und Staatsminister in die Regierung des Großherzogtums Sachsen-Weimar-Eisenach ein. Er übernahm die Ressorts für Auswärtiges und für Justiz. 1848 trat er an die Spitze des Gesamtministeriums und verblieb dort bis zu seinem Tode.
Er gehörte 1850 dem Erfurter Unionsparlament an und war dessen Vizepräsident. Ab Februar 1867 war er fraktionsloses Mitglied des Reichstags vom Norddeutschen Bund für den Reichstagswahlkreis Großherzogtum Sachsen-Weimar-Eisenach 3 (Jena, Neustadt an der Orla). Kurz vor der Deutschen Reichsgründung starb er im 66. Lebensjahr im Amt.
Die Stadt Weimar ernannte ihn zum Ehrenbürger.  Ein Platz wurde nach ihm in Weimar 1873 als Watzdorfplatz benannt, der wiederum nach 1945 in Buchenwaldplatz umbenannt wurde.